# 成田守 (政治家)
成田 守（なりた まもる、1934年（昭和9年）8月21日 - 2013年（平成25年）1月3日）は、平成時代の政治家。青森県五所川原市長。

## 経歴
青森県北津軽郡松島村（現五所川原市）出身。1953年（昭和28年）青森県立五所川原農林高等学校を卒業。
1975年（昭和50年）五所川原市議会議員に当選し、1981年（昭和56年）同副議長に就任。五所川原市議会議員は3期務めた。1983年（昭和58年）より青森県議会議員を4期務め、1997年（平成9年）6月、五所川原市長に就任した。五所川原市長2期目途中の2005年（平成17年）3月28日に旧・五所川原市、金木町、市浦村が新設合併し、職務執行者を経て、新・五所川原市の初代市長に就任。しかし、同年10月に脳梗塞を患い入院。職務復帰を目指すも長期の職務離脱となり、2006年（平成18年）5月27日に途中退職した。
1996年（平成8年）の五所川原立佞武多の約80年ぶりの復活に尽力。2004年（平成16年）には市内に立佞武多の館をオープンさせた。2006年（平成18年）に市褒賞、2007年（平成19年）に旭日中綬章を受けた。
市長辞任後も自宅でリハビリに励み、公の場に姿を現していたが、2012年末に体調を崩し、12月30日から西北中央病院に入院。そのまま体調が戻らず、2013年（平成25年）1月3日午後0時10分、鬱血性心不全で死去。78歳没。